# شريف تيراسبول
نادي شريف تيراسبول لكرة القدم (بالروسية:ФК Шериф Тирасполь) نادي كرة قدم مولدوفي يلعب في دوري الدرجة الممتازة. تم تأسيس النادي في سنة 1997 تحت مسمى تيراس تيراسبول ويقع مقره في مدينة تيراسبول التابعة لترانسنيستريا الإنفصالية ذات الاعتراف المحدود.

## الإنجازات

### محليًا
- الدوري المولدوفي
  - البطل (19 مرة): 2000–01، 2001–02، 2002–03، 2003–04، 2004–05, 2005–06, 2006–07, 2007–08، 2008–09، 2009–10، 2011–12, 2012–13, 2013–14, 2015–16, 2016–17, 2017، 2018، 2019، 2020–21
- دوري الدرجة الأولى المولدوفي
  - البطل (مرة): 1997–98
- كأس مولدوفا
  - البطل (10 مرات): 1998–99، 2000–01، 2001–02, 2005–06, 2007–08, 2008–09, 2009–10، 2014–15، 2016–17، 2018–19
- كأس السوبر المولدوفي
  - البطل (7 مرات): 2003، 2004، 2005, 2007, 2013, 2015, 2016

### دوليًا
- كأس رابطة الدول المستقلة
  - البطل (مرتين): 2003، 2009